# Rocket Shoot
Rocket Shoot（ロケット・シュート）は、日本の音楽グループであるP-MODELのシングル。1996年10月19日に発売された。

## 概要
- 1996年10月に行われた「Branch-O」より、P-MODELメンバーがそれぞれ別れて活動するプロジェクト「Unfix」が開始。「Unfix#1」としてこのシングルが発売された。本来ならば「Unfix#8」で各メンバーが集合し終了するはずだったが、1996年11月に行われたオールナイト・イベント「Unfix#3 Communo Hybridia」に平沢が欠席。翌年には上領がP-MODELを脱退してしまう。結果、「Unfix」は「レイヤー・グリーンの危機 -議定書を探せ-」という物語に変化する。

- CD-EXTRA仕様となっており、レコーディング風景や「http」のプロモーションビデオが閲覧できる。

## 収録曲
1. Rocket Shoot
  - 作詞・作曲：平沢進／編曲：P-MODEL

アルバム電子悲劇/〜ENOLAには別バージョン「Rocket ShootⅡ」が収録されている。
2. http
  - 作詞・作曲：小西健司／編曲：P-MODEL

当時のP-MODEL公式サイトのURLを読み上げている曲。
ライブツアーではこれを流し、観客に唱和させていた。
3. はじまりの日 - The Day of Beginning
  - 作詞・作曲：平沢進・小西健司／編曲：P-MODEL

## 参加ミュージシャン
- 平沢進 - ボーカル、ギター
- 福間創 - System-1、バックグラウンド・ボーカル
- 小西健司 - System-2、バックグラウンド・ボーカル
- 上領亘 - アルゴリズム